# 横田隆雄
横田 隆雄（よこた たかお、1917年1月13日 - 1980年6月30日）は、日本の元競輪選手。
日本競輪選手養成所（旧日本競輪学校）が設立される前に選手登録された期前選手で、選手登録番号は14。
1948年11月20日に小倉競輪場において競輪として初めて開催されたレースに出場した。

## 戦前は日本自転車競技界の第一人者
横田は最盛期となる年齢においては第二次世界大戦の余波を受け、オリンピック、世界自転車選手権の出場は叶わなかったものの、日本自転車競技界の第一人者として君臨した。
- 1937年、第9回明治神宮体育大会・1万メートル競走において、出宮順一、村上二三九らを破り15分24秒9の日本新記録で優勝。

- 1938年、徴兵を受け入営。

## 俺についてこい
1948年11月、第3回福岡国体の開催終了後、小倉にあった自転車競技場を利用して、競輪の第一回の開催が行われることになった。しかし、開催にこぎつけるまでには苦労の連続で特に一番苦労だったのは選手がなかなか集まらなかったことである。
というのは当時、自転車競技選手といえば、学生以外は自転車メーカーに所属して選手生活を送っていたこともあり、海のものとも山のものとも分からない競輪に対し懐疑的な目で見ていて、なかなかプロ、つまり競輪選手になろうと考える選手はいなかった。
そんな折、当時日本有数の自転車産業の地であり、そのため自転車競技選手が多くいた大阪の代表格であった横田が後輩たちに「俺が競輪へ行くのなら、お前たちはついてくるか。」と呼びかけたところ、「横田さんが行くのならばついて行きます。」といって競輪入りする「アマチュア選手」が続々と現れるようになった。

## 大阪住之江競輪場誕生
翌月の12月、小倉にわずかに遅れて大阪府営競輪場（住之江競輪場）が誕生した。同競輪場は開場まもない頃から大盛況となったが、横田はそこをホームグラウンドとし、徹底先行選手として大活躍した。
加えて翌1949年6月に、全国規模の大会が早くも行われることが決まった。全国争覇競輪（現 日本選手権競輪）である。しかも栄えある第一回の開催地は住之江に決まった。
既に当時32歳で、自転車競技選手としては全盛期をとうに過ぎていた横田であったが、何としても地元大阪で行われる以上、選手生活の最後をかけるつもりで絶対に優勝あるのみと誓って挑んだ。

## 初代ダービー王
第1回全国争覇競輪は競走車部門及び実用車部門で行われたが、競走車部門は甲規格（リムが金属製）と乙規格（リムが木製）に分かれていた。横田は甲・乙規格ともに圧倒的な強さでいずれも予選道中全勝で決勝へと駒を進め、甲決勝では戦前からライバルだった関東の早川清一らを退けたばかりか、乙決勝でも勝ち、甲・乙両方とも完全優勝を果たした。
全国争覇競輪の第2回大会が同年10月、川崎競輪場で行われたが、横田は甲決勝を制し、同規格の連覇を果たすが、乙決勝は埼玉の小林源吉の6着と敗れ、2大会連続の甲・乙ダブル優勝はならなかった。なお、乙規格は第2回大会をもって廃止された。
横田の第1回及び第2回の優勝年齢32歳は長らく、日本選手権競輪に名称が変わっても同大会最年長優勝記録となったが、2002年の第55回大会にて、山田裕仁が33歳で優勝して漸く塗り替えられた（現在の同大会の最年長優勝記録は2016年に優勝した京都の村上義弘の41歳）。

## 第一線から退く
横田は第1回、第2回の全国争覇競輪を優勝してから程なくして第一線から退くことになった。その後は競輪選手でありながらも、1951年に日本プロサイクリスト連合の常務理事に就いたこともあり、以後は裏方に徹することになった。
特に鳴尾事件がきっかけとなって、競輪の廃止が国会でも取りざたされたとき、横田は競輪側の代表に立って国会の委員会に出席するなどして競輪の存続を訴えた。
また、日本競輪選手会第2代理事長（1957年 - 1962年。なお、日本競輪選手会ホームページでは横田が初代理事長とされている）、世界自転車選手権・日本代表の監督（1959年）も歴任した。
1967年8月5日、登録消除。1980年6月30日、死去。